# Natalia Zasúlskaya
Natalia Borísovna Zasúlskaya, en ruso: Наталья Борисовна Засульская (28 de mayo de 1969, Kaunas, Lituania), es una exjugadora rusa de baloncesto. Auténtico mito viviente del baloncesto mundial, es miembro del Hall of Fame desde el año 2010. Después de retirarse volvería a su país, dedicándose a entrenar en categorías inferiores.

## Equipos
- 1985-1991  Spartak Leningrado
- 1991-1996  Godella-Valencia
- 1996-1998  Pool Getafe Madrid
- 1998-2004  Dinamo Moscú

## Palmarés

### Club
- Euroliga: 2

C.B. Godella: 1992, 1993
- Liga Femenina de Baloncesto: 7

C.B. Godella: 1992, 1993, 1994, 1995, 1996
Pool Getafe Madrid: 1997, 1998
- Liga rusa: 3

ŽBK Dinamo Moscú: 1999, 2000, 2001
- Liga soviética: 1

Spartak Leningrado: 1990

### Consideraciones personales
- Desde el año 2010 es miembro del selecto FIBA Hall of Fame.[2]
- Elegida en el mejor cinco ruso de la historia.[3]